# Niels Egede (Politiker)
Niels Jakob Eskild Enok Egede (* 13. November 1900 in Narsaq; † unbekannt) war ein grönländischer Katechet, Lehrer und Landesrat.

## Leben
Niels Egede war der Sohn des Jägers Edvard Frederik Kristian Anders Egede (1858–1901) und dessen Frau Ane Sofie Frederikke Berthelsen (1865–1913). Sein Bruder war der Landesrat Gerhard Egede (1892–1969). Über seine Mutter war er ein Enkel von Rasmus Berthelsen (1827–1901). Er heiratete am 18. August 1924 in Nuuk Sara Marie Kristine Josefsen (1900–?), Tochter des Kochs Hans Daniel Ole Josefsen (1873–?) und dessen Frau Amalia Johanne Magdalene Petersen (1879–?), einer Schwägerin von Asser Berthels (1885–1957).
Niels Egede besuchte Grønlands Seminarium. 1921 war er nach gerade abgeschlossener Ausbildung Katechet in Qoornoq. Während seiner Hochzeit war er 1924 Oberkatechet in Narsaq. Er unterrichtete als solcher an der Efterskole im Ort. Er wurde früh pensioniert. Von 1939 bis 1941 saß er drei Sitzungen lang im südgrönländischen Landesrat. 1943 wurde er von seinem Bruder Otto Egede vertreten.